# Complexo Penitenciário da Papuda

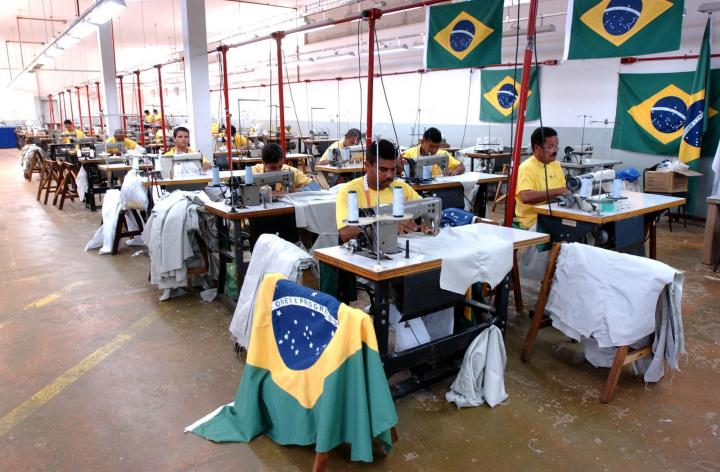
Detentos trabalhando na confecção da Papuda

O Complexo Penitenciário da Papuda é uma região de segurança máxima onde foram erguidos 4 presídios (CDP, CIR, PDF I e PDF II), situado na região administrativa de Jardim Botânico, no Distrito Federal, às margens da rodovia que liga a capital federal, Brasília, ao município mineiro de Unaí.
O Complexo Penitenciário da Papuda tem capacidade para cerca de 5 300 detentos, mas enfrenta o grave problema da superlotação, algo que também aflige diversos outros presídios do país. Ganhou notoriedade nacional em razão de ter sido o local que alocou diversos políticos que foram condenados em ações penais que tiveram repercussão no país, como mensalão e petrolão.

## Histórico

### Origem do nome
As terras que hoje constituem a região administrativa de Jardim Botânico pertenciam, antes da mudança da nova capital, às fazendas Taboquinha, Papuda e Cachoeirinha. Com o início das obras da construção da nova capital Brasília, essas fazendas foram desapropriadas e, a partir de 1957, nelas se instalaram olarias. Uma das três irmãs donas da Fazenda Papuda, em cujo local está construído o presídio da Papuda, tinha bócio, doença que afetava muitas pessoas da região. Entre 1965 e 1989, integrou a região administrativa de Paranoá, e entre 1989 e 2019 pertenceu à região administrativa de São Sebastião, quando então desde 2019, passou a pertencer a região administrativa de Jardim Botânico. Antes da construção de Brasília, fazia parte do município de Luziânia.

### Rebeliões
Em 17 de agosto de 2000, uma rebelião de presos do Núcleo de Custódia, hoje Centro de Detenção Provisória (CDP) deixou onze mortos. Nove presos morreram asfixiados e outros dois em decorrência de queimaduras, depois que um incêndio foi provocado em uma das celas. Na época, o complexo penitenciário era formado pelo presídio da Papuda - com capacidade para seiscentos detentos, mas que abrigava 1 200; e por outros seis núcleos de custódia, chamados de colônias penais agrícolas (CPA), que contavam com 1 807 detentos. O número de detentos do Núcleo de Custódia superava em 42% a capacidade do prédio. Já o prédio do Centro de Internação e Reclusão, destinado a presos condenados, abrigava mais que o dobro de sua capacidade. A rebelião teria sido provocada pela disputa do controle sobre o tráfico de drogas dentro da penitenciária, e por um "acerto de contas" entre grupos rivais, após a morte do detento Ananias da Silva.
Em 18 de outubro de 2001, nova rebelião de presos acontece no Complexo Penitenciário, resultando em dois detentos mortos e onze feridos, sendo oito presos e três policiais. Cerca de quatrocentos presos participaram do motim, que durou 28 horas. Os amotinados tomaram três agentes penitenciários como reféns e apresentaram como exigências a transferência de dezessete detentos para outros Estados, melhores condições carcerárias e a revisão da situação jurídica de alguns deles.

### CPI do Sistema Carcerário
Em 23 de março de 2008, os deputados Domingos Dutra, Neucimar Fraga e outros membros da Comissão Parlamentar de Inquérito do sistema carcerário visitaram o Complexo Penitenciário da Papuda. Em seu relatório, o deputado Dutra, relator da comissão, observou que  nos seis anos anteriores não se tinham verificado rebeliões na Papuda. À época da visita dos parlamentares, o Complexo, com  capacidade para cinco mil detentos, abrigava um total de 7 682 presos, dos quais dois mil cumpriam penas provisórias e 5 682 eram sentenciados, quatrocentos eram mulheres e dois mil presos estavam em regime semiaberto. O custo mensal por preso era de R$ 1 500,00. O presídio recebia, em média, 5 500 visitantes a cada dia de visita, sendo todos revistados. Cada preso  tinha direito a quatro visitantes por dia de visita. Dutra observou que apenas 40% dos internos trabalhavam ou estudavam, e embora o presídio possua uma área de seiscentos hectares, nada é produzido ali. O diretor alegou que não há segurança para permitir a produção agrícola.  O parlamentar também chamou a atenção para a falta de assistência jurídica aos presos. Segundo o secretário de Justiça do Distrito Federal, havia apenas quatro defensores públicos para os 7 682 presos na Papuda. "Muitos presos poderiam estar soltos, ter conseguido a progressão [do regime de penas] e não conseguiram porque não há assistência jurídica", declarou. Para tentar suprir as deficiências da defensoria pública, é a administração penitenciária que faz os encaminhamentos jurídicos relativos à progressão do regime de penas. O relatório da CPI apontou também a existência de dois blocos inteiramente vazios, com vagas para quinhentos presos. Ao lado desse presídio-fantasma, no superlotado Centro de Internamento e Recreação, 1 300 presos se aglomeravam em celas que só comportavam 580. O diretor alegou que, antes de ocupar os prédios ociosos seria necessário contratar novos agentes penitenciários. Segundo ele, os oitocentos agentes disponíveis são insuficientes para cuidar dos quase oito mil presidiários do complexo. Assim, "enquanto a racionalidade não alcança as autoridades, o presídio fantasma vai sendo habitado pelos únicos ocupantes: o casal de pássaros", conclui o relatório da CPI. Apesar dos problemas, no Relatório Final da CPI, o Complexo da Papuda foi classificado em terceiro lugar no ranking das melhores unidades penais do país.

### Descoberta da tentativa de fuga
Em 8 de setembro de 2024, os policiais penais descobriram um buraco em uma cela durante uma revista e impediram uma fuga de presos de alta periculosidade no Complexo Penitenciário da Papuda. Segundo a Secretaria de Administração Penitenciária do Distrito Federal (Seape-DF), o buraco estava escondido por pedaços de colchão. Um agente que revistava a cela e encontrou a abertura na parede. A cela foi isolada para perícia e os presos envolvidos foram levados à 30ª Delegacia de Polícia, em São Sebastião, para o registro do boletim de ocorrência. Segundo a Vara de Execuções Penais do Distrito Federal (VEP), três homens que tentaram fugir foram autuados em flagrante pelo crime de dano ao patrimônio público.

## Estrutura
O Complexo Penitenciário da Papuda compreende o Centro de Detenção Provisória-CDP, destinado a presos de regime provisório; Centro de Internamento e Reeducação-CIR, que aloca presos de regime semiaberto; e Penitenciárias I e II do Distrito Federal, destinadas a presos de regime fechado. Além dessas 4 unidades penais, o Sistema Penitenciário do Distrito Federal abarca o Centro de Progressão Penitenciária, destinado a presos de regime semiaberto beneficiados judicialmente com o trabalho externo, e também pela Penitenciária Feminina do Distrito Federal, que acomoda mulheres de todos os regimes penais e ainda a Ala de Tratamento Psiquiátrico, local para aqueles e aquelas em medida de segurança.
No final de 2018, foi inaugurada a Penitenciária Federal de Brasília, que é gerida pelo Governo Federal, no caso, pelo Departamento Penitenciário Nacional, diferentemente das outras 4 penitenciárias localizadas na Papuda, sob gestão do Governo do Distrito Federal, o qual estabeleceu competência para tanto à Secretaria de Administração Penitenciária do Distrito Federal.